# سو این-یونگ
سو این-یونگ (به انگلیسی: Seo In-young)(زاده ۳ سپتامبر ۱۹۸۴) خواننده، رقصنده، بازیگر، مدل کره‌ای است.